# Hans Jörg Stetter
Hans Jörg Stetter (* 8. April 1930 in München) ist ein deutscher Mathematiker, der sich mit Numerischer Analysis befasste.

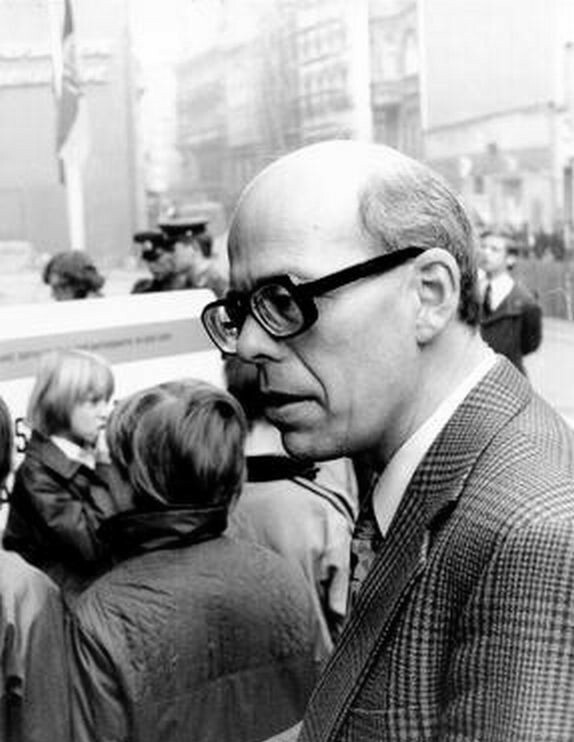
Hans Jörg Stetter, Halle 1974

Stetter studierte an der Universität München und danach an der Technischen Universität München und war Austauschstudent an der Colorado State University at Fort Collins (damals Agricultural College of Colorado), wo er am Putnam-Wettbewerb teilnahm und eine ehrenvolle Erwähnung erhielt. Unter Robert Sauer wandte er sich an der TU München der Numerik partieller (hyperbolischer) Differentialgleichungen (mit Anwendungen in Hydro- und Gasdynamik) zu und promovierte auch 1956 mit einer Dissertation über numerische Gasdynamik bei Sauer (Beiträge zum Wechselwirkungsproblem in linearisierter Überschallströmung). Er war ab 1965 Professor an der Technischen Hochschule Wien (ab 1975 Technische Universität).
Später wandte er sich der Numerik gewöhnlicher Differentialgleichungen (ODE) zu, wofür er als Spezialist galt (Fehleranalyse, asymptotische Entwicklungen und anderes). Nach Ideen des Astronomen Pedro Elias Zadunaisky (und vorher von Lewis Fry Richardson) entwickelte er in den 1970er Jahren ein iteratives Verfahren zur Fehlerabschätzung in ODE (Defect correction method). Er befasste sich auch mit Polynom-Algebra im Grenzbereich zwischen numerischer Analyse und Computeralgebra.
1974 war er eingeladener Sprecher auf dem Internationalen Mathematikerkongress in Vancouver (Recent Progress on the numerical treatment of ordinary differential equations). 1984 wurde er Mitglied der Leopoldina.

## Schriften
- Analysis of Discretization Methods in Ordinary Differential Equations,  Springer 1973
- Numerical Polynomial Algebra, SIAM 2004
- Asymptotic expansions for the error in discretization algorithms for non-linear functional equations, Numerische Mathematik, Band 7, 1965
- The defect correction principle and discretization methods, Numerische Mathematik, Band 29, 1978, 425–433
- mit Friedrich L. Bauer: Zur numerischen Fourier-Transformation, Numerische Mathematik, Band 1, 1959, 208–220
- mit K. Böhmer (Hrsg.): Defect correction methods, Springer 1984